# Música antiga
El concepte de música antiga inicialment es referia a la música anterior a l'adveniment del Classicisme, incloent per tant la música medieval, renaixentista i barroca.
La denominació 'música antiga' en la seva concepció inicial no feia referència només al període en què s'havia compost la música que s'hi englobava, sinó que incloïa una determinada manera d'encarar-ne la interpretació: amb criteris musicològics, partint del coneixement que aporten les fonts de l'època, així com del seu context, i fent ús dels instruments per als quals el repertori en qüestió havia estat pensat (o utilitzant rèpliques modernes fetes igualment amb criteris historicistes).
Alguns dels grans noms de la música antiga han reivindicat que la seva labor no sols té un pol de referència, en les dates de composició d'aquestes obres, sinó que en tenen un altre, en la contemporaneïtat dels auditoris als quals es dirigeixen, cosa que -implícitament- sembla que els eximeix de l'observança estricta del mètode musicològic.
Són noms importants en la música antiga: Jordi Savall, Christopher Hogwood, Trevor Pinnock, John Eliot Gardiner, Nikolaus Harnoncourt o René Jacobs.
A Catalunya hi conviuen diversos festivals de música especialitzats en la música antiga. Destaca especialment el Festival Jordi Savall com un dels esdeveniments amb més projecció internacional i que té lloc anualment al Monestir de Santes Creus i a diverses localitats de l'Alt Camp i la Conca de Barberà. També destaca el Festival de Música Antiga dels Pirineus (FEMAP) que té lloc a diverses localitats del Pirineu català i el Festival Espurnes Barroques que té lloc anualment a diverses localitats del Solsonès.